# لول (قالب)
LOL که عنوان اصلی آن LOL: Last One Laughing است، یک قالب کمدی بین‌المللی از طریق پلتفرم پرایم ویدئو است. این قالب در استرالیا، فرانسه، آلمان، ایران، ایتالیا، اسپانیا، مکزیک، هند و برزیل اقتباس شده است. این مفهوم ابتدا در ژاپن توسعه یافت، نمایش اصلی "هیتوشی ماتسوموتو پرزنتس داکیومنتال" نام دارد، همچنین نسخه اصلی این قالب است. و از سال ۲۰۱۶ در نه فصل پخش شده است.

## قوانین
ده کمدین برای چند ساعت (معمولاً شش) در یک استودیو به سبک اتاق نشیمن با دوربین‌های مخفی می‌مانند. در این مدت، آن‌ها باید سعی کنند به هر شکل و به هر طریقی، حریف خود را بخندانند، در حالی که خود واکنشی نشان ندهند و آن‌ها را وادار به شکستن کنند. 
در خنده اول، به رقیب اخطار داده می‌شود (کارت زرد) در حالی که خنده دوم بازیکن را از بازی حذف می‌کند (کارت قرمز). بازیکنان حذف شده به میزبان در اتاق مشاهده ملحق می‌شوند، اما ممکن است به عنوان یک رقیب خارجی برای شرکت‌کنندگان باقی‌مانده بازگردند. اگر کمدین‌ها به اندازه کافی فعال نباشند نیز می‌توان آن‌ها را حذف کرد. تنها راه ارتباط با خارج، تلفنی است که توسط میزبان کنترل می‌شود.

## نسخه‌ها

### ژاپن
نمایش کمدی ژاپنی توسط کمدین هیتوشی ماتسوموتو ساخته شد و میزبان آن کمدین بود و اولین بار در سال ۲۰۱۶ منتشر شد. تاکنون نه فصل منتشر شده است و فرمت آن به قالب بین‌المللی LOL اقتباس شده است. اکثر قوانین کاملاً با قوانین نمایش‌های اقتباسی یکسان هستند.

### مکزیک
نسخه مکزیکی LOL: Last One Laughing نام دارد و اوخنیو دربس میزبان آن است. فصل اول، متشکل از شش قسمت، در سال ۲۰۱۸ منتشر شد، در حالی که فصل دوم، همچنین شامل شش قسمت، در سال ۲۰۱۹. فصل سوم در دسامبر ۲۰۲۱ منتشر شد.

### استرالیا
نسخه استرالیایی که تحت عنوان LOL: Australia توزیع شد، توسط ربل ویلسون میزبانی شد: فصل اول در سال ۲۰۲۰ منتشر شد.

### ایتالیا
نسخه ایتالیایی LOL - Chi ride è fuori نام دارد و توسط خواننده فدز و شخصیت تلویزیونی مارا مایونچی میزبانی می‌شود. فصل اول در مجموع شامل شش قسمت است که چهار قسمت اول در اول آوریل ۲۰۲۱ در دسترس قرار گرفت، در حالی که دو قسمت باقی مانده در ۸ آوریل ۲۰۲۱ منتشر شدند.

### آلمان
عنوان نسخه آلمانی LOL: Last One Laughing توسط بازیگر و کمدین میشائیل هربیگ انجام می‌شود. فصل اول مجموعاً شامل شش قسمت است که چهار قسمت اول آن در ۴ آوریل ۲۰۲۱ در دسترس قرار گرفت، در حالی که دو قسمت باقی مانده در ۱۵ آوریل ۲۰۲۱ منتشر شدند. فصل دوم در اکتبر ۲۰۲۱ آغاز شده است.

### اسپانیا
نسخه اسپانیایی LOL: Si te ríes, pierdes نامیده می‌شود و توسط سانتیاگو سگورا هدایت می‌شود. ۵ قسمت اول در ۱۴ می ۲۰۲۱ منتشر شد و قسمت ششم یک هفته بعد منتشر شد.

### فرانسه
نسخه فرانسوی آن اعلام شد و LOL: Qui rit, sort! نام گرفت.

### هند
نسخه هندی زبان این قالب با عنوان LOL: Hasse Toh Phasse است. این نمایش با میزبانی بازیگران بالیوود، بومان ایرانی و ارشد وارسی، در ۲۹ آوریل ۲۰۲۱ در آمازون پرایم پخش شد. شرکت‌کنندگان شامل کمدین‌های تلویزیونی و استندآپ برجسته‌ای مانند مالیکا دوآ، آکاش گوپتا (برنده فصل ۲ Comicstaan) و آدیتی میتال هستند.
نسخه به زبان تامیل، LOL: Enga Siri Paapom، در ۲۷ اوت ۲۰۲۱ منتشر شد.

### برزیل
نسخه برزیلی LOL: Se Rir, Já Era نام دارد و توسط کمدین‌های تام کاوالکانته و کلاریس فالکائو میزبانی می‌شود. این مجموعه فقط در برزیل موجود است.
با توجه به دنیاگیری کووید-۱۹ در برزیل، فصل اول به طور کامل در اروگوئه فیلمبرداری شد. ۳ قسمت اول این مجموعه در ۳ دسامبر ۲۰۲۱ منتشر شد.

ایران
نسخهٔ ایرانی جوکر نام دارد که در آن هشت بازیکن به مدت شش ساعت در فضای محدودی سعی در خنداندن و برکنار کردن رقیبان خود دارند.
میزبان این نسخه در فصل اول سیامک انصاری بود و در فصل دوم احسان علیخانی است. 
این برنامه به کارگردانی احسان علیخانی و تهیه کننده ایرانی است ، از دیگر آثار آن می‌توان به ماه عسل و عصر جدید اشاره کرد. البته میزبانی فصل دوم جوکر را خود به عهده گرفت. 